# Neudes
Neudes ist ein Gemeindeteil der Stadt Marktleuthen im Landkreis Wunsiedel im Fichtelgebirge (Oberfranken, Bayern) mit etwa 40 Einwohnern.
Urkundlich wurde das Dorf erstmals 1368 erwähnt. Neudes zusammen mit Holzmühl kam im Zuge der Gebietsreform 1978 zwar zu der Stadt Marktleuthen. Röslau bekam jedoch den größten Teil der vormaligen politischen Gemeinde Neudes. Das Archiv der ehemaligen Gemeinde Neudes befindet sich deshalb heute in der Obhut der Gemeinde Röslau.